# Det spökar på Hill House

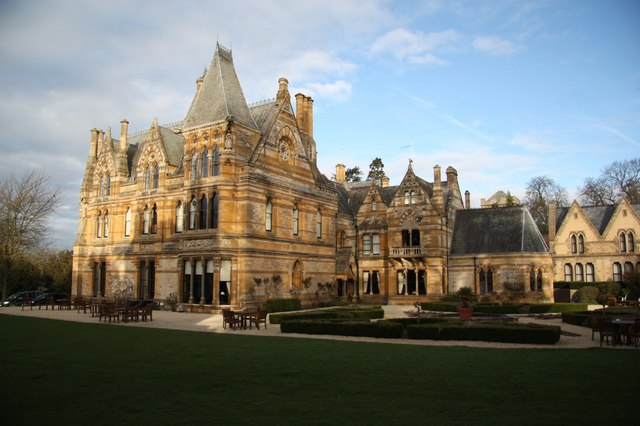
Huset där filmen baserar sig

Det spökar på Hill House (originaltitel: The Haunting) är en amerikansk skräckfilm från 1963 i regi av Robert Wise. Filmens manus bygger på boken The Haunting of Hill House av Shirley Jackson.
En nyinspelning, The Haunting, gjordes 1999 i regi av Jan de Bont.

## Handling
Filmen utspelar sig i ett gammalt hus, Hill House. Ingen bor där, men fyra personer går in i huset för att studera om huset verkligen är hemsökt.

## Rollista
- Julie Harris – Eleanor "Nell" Lance
- Claire Bloom – Theodora "Theo"
- Richard Johnson – Dr. John Markway
- Russ Tamblyn – Luke Sanderson
- Fay Compton – Mrs. Sanderson
- Rosalie Crutchley – Mrs. Dudley
- Lois Maxwell – Grace Markway
- Valentine Dyall – Mr. Dudley
- Diane Clare – Carrie Fredericks
- Ronald Adam – Eldridge Harper